# Нови хан
Нови хан е село в Западна България, част от община Елин Пелин в Софийска област. Населението му е около 3255 души (15 март 2024).

## География
Нови хан е разположен на 631 метра надморска височина в югоизточния край на Софийското поле, като на юг землището му навлиза в Лозенската, а на югоизток – във Вакарелската планина.

## История
В землището има останки от тракийски, римски и средновековни селища.
През 1670 г. на мястото на днешното село Нови хан е построен голям кервансарай, който е бил станция и странноприемница по „царския друм“ до столицата Цариград. Кервансараят е построен по заповед на Ахмед паша. Намирал се е на 25 километра източно от София – един ден преход. С вътрешната си уредба е смайвал всички пътешественици. Площта му е била 20 декара. От историческите извори научаваме, че е имал голям оловен покрив, дворът е бил ограден с висока каменна стена, от която се е спускала навътре широка стряха, като навес, опряна на каменни стълбове. В двора му е имало шадраван с водоскок и чешма с обилна вода. Останките от османския кервансарай, или „Калето“ (както го наричат местните), се намират в двора на основното училище „Св. св. Кирил и Методий“. Всъщност от кервансарая е запазена само западната стена. Постройката е обхващала цялото пространство, където днес се намира училището. Някои части на хана са били съборени през 1872 г. заради строежа на училището.
Постепенно около кервансарая възниква днешното село. Първото споменаване на селото е под името Хан Джедид през 1680 г., малко след построяването на кервансарая. То означава „нов хан“ на арабски език. Записано на османски турски е Han Cedit. По-късен вариант на името е преводът му на турски – Yeni Han. След Освобождението е преведено на български и става Нови хан.
Според местно предание селото е съствено от три махали – Анската, която е най-старата и е разположена северно от „ано“ (кервансарая), Горната, която някога е била в Лозенската планина и Търнавската, чиито жители се преселили от Търнава. По време на османското владичество селището многократно е било нападано и опожарявано именно поради местоположението си на главния път. Мнозина известни пътешественици са разказвали за Нови хан.
По време на Втората световна война в училището на Нови хан са евакуирани част от съоръженията на Радио „София“ и от студио в селото е публично обявено извършването на Деветосептемврийския преврат през 1944 година.

## Население
Численост на населението според преброяванията през годините:
| \| Година на преброяване \| Численост \| \| --------------------- \| --------- \| \| 1934 \| 1901 \| \| 1946 \| 2077 \| \| 1956 \| 2410 \| \| 1965 \| 2519 \| \| 1975 \| 2843 \| \| 1985 \| 2572 \| \| 1992 \| 2434 \| \| 2001 \| 2410 \| \| 2011 \| 2508 \| |           |
| Година на преброяване | Численост |
| 1934 | 1901      |
| 1946 | 2077      |
| 1956 | 2410      |
| 1965 | 2519      |
| 1975 | 2843      |
| 1985 | 2572      |
| 1992 | 2434      |
| 2001 | 2410      |
| 2011 | 2508      |

- Религии: Православно християнство.

## Управление
- Кметство

## Икономика
На около 7 км от центъра на Нови хан се намира хранилище за радиоактивни отпадъци, изградено в края на 50-те и началото на 60-те години за складиране на отпадъци от дейността на експерименталния реактор на БАН. До 2006 година то се стопанисва от Института за ядрени изследвания и ядрена енергетика при БАН. През 2006 е направена реконструкция на хранилището, за да отговаря на съвременните изисквания. От 2006 г. хранилището влиза в структурата на Държавно предприятие „Радиоактивни отпадъци“. Контролът върху дейността на хранилището се извършва както от предприятието, така и от държавните контролни органи – Агенция за ядрено регулиране, Министерство на здравеопазването и Министерство на околната среда и водите.
От 2008 г. в Нови хан се намират студиа на „Нова телевизия“. Там се снимат някои от продукциите на телевизията, например предаването „На кафе“ и риалити шоуто „Биг Брадър“.

## Инфраструктура
- Училище
- Детска градина
- Към църквата има дом за сираци. В него всеки помага с каквото може. За този дом се грижи свещеник Иван, който заради благотворителната си дейност е избран за мъж на годината за 2005 г.

## Култура
- Читалище
- Църквата „Света Троица“ и построена около 1864 година. Майстори строители на черквата са били „Стойно, Миле, Митар и Божил от Слатина“ – това е издълбано на камък над вратата на черквата, без година, без дата. Черквата е била дълга 10 – 15 метра, широка 5 метра, със сводест таван. Стените, зидани изцяло от камък на хоросанов разтвор, са дебели 60 см. Прозорците отвън са тесни, а вътре в стените се разширяват два пъти. В черквата има два каменни свещника. В основата на единия е издълбана годината 1871. След Балканската война църквата е удължена на запад с още 7 метра, от войници завърнали се живи от фронта. Зографисана е първоначално от зограф руснак. През 2014 г. е извършена цялостна реставрация на стенописите отново от руски зограф Елена Адамова. По стените са изографисани светци в цял ръст, срещу вратата е изобразен св. Христофор с магарешка/конска глава.
- В Нови хан всяка година се организира народен събор в чест на Свети Дух. Той се провежда всяка втора неделя на юни и има голямо културно значение.

## Известни личности
- Димитър и Цветанка Вучеви (Шушумигарови), видни личности, участвали в основни мероприятия в общината
- Марена Джингова, художник
- Валентин Лилов, художник, професор в НХА
- Кирил Божков, художник
- Станислава Стоянова, художник
- Симеон Янев, писател, професор в СУ
- Дончо Цончев, писател